# Molières (Tarn e Garonna)
Molières è un comune francese di 1 159 abitanti situato nel dipartimento del Tarn e Garonna nella regione dell'Occitania.

## Storia

### Simboli
Le macine (in francese meules) sono armi parlanti con riferimento al nome Molières.

## Società

### Evoluzione demografica
Abitanti censiti